# Asma Ouzid
Asma Ouzid, née le 19 septembre 2002 à Sidi M'Hamed, est une gymnaste rythmique algérienne.

## Carrière
Asma Ouzid remporte trois médailles de bronze aux championnats d'Afrique de gymnastique rythmique 2020 (en groupe au général, en groupe 5 ballons et en groupe 3 cerceaux + 2 massues).